# Kémek küldetése
A Kémek küldetése (eredeti cím: X Company) egy olyan történelmi sorozat, amely a második világháború idején játszódik. Magasan képzett és tehetséges kanadai, amerikai és brit újonc kémeket küldenek a náci németek által elfoglalt országokba. Kalandos, fordulatos és izgalmas részekkel dús a sorozat, mégis nyomatékosan érezhetők a karakterek érzelmei. Emellett igazán reálisan viszi végig a szereplők történetét, és valós helyszíneket mutat be (pl. X Tábor). 

## Alkotók
| Rendező            | Forgatókönyvíró       | Zeneszerző  | Operatőr         | Producer      | Executive Producer    | Vágó             |
| ------------------ | --------------------- | ----------- | ---------------- | ------------- | --------------------- | ---------------- |
| John Strickland    | Mark Ellis            | Amin Bhatia | Michael Marshall | John Calvert  | Mark Ellis            | Lisa Grootenboer |
| David Frazee       | Stephanie Morgenstern | Ari Posner  | Stephan Pehrsson | Julie Puckrin | David Fortier         | Jean Coulombe    |
| Amanda Tapping     | Daniel Godwin         |             |                  |               | Stephanie Morgenstern | Teresa De Luca   |
| Grant Harvey       | Nicolas Billon        |             |                  |               | Ivan Schneeberg       | Roger Mattiusi   |
| Jamie Magnus Stone | Denis McGrath         |             |                  |               | Bill Haber            | Hugh Elchuk      |

## Szereplők
| Színész               | Karakter          | Magyar hang     |
| --------------------- | ----------------- | --------------- |
| Évelyne Brochu        | Aurora Luft       | Bánfalvi Eszter |
| Jack Laskey           | Alfred Graves     | Gacsal Ádám     |
| Dustin Milligan       | Tom Cummings      | Előd Álmos      |
| Connor Price          | Harry James       | Szalay Csongor  |
| Warren Brown          | Neil Mackay       | Mészáros András |
| Torben Liebrecht      | Franz Faber       | Dolmány Attila  |
| Lara Jean Chorostecki | Krystina Breeland | Mahó Andrea     |

## Forgatás
- Első epizód:

2014. augusztusában forgattak Budapesten és környékén, októberben Orlód közelében, Szerbiában.
- Második epizód:

2015. júliusától kezdve, négy hónapig forgattak Budapesten és Esztergomban.
- Harmadik epizód:

Budapesten és környékén forgattak 2016 novemberéig.

## Egyéb
- Évadok száma: 3
- Epizódok száma: 28
- Egy rész átlagos hossza: 44 perc
- Eredeti nyelv: angol, német
- Megjelenés dátuma: 2015. február 18.